# Янбухтина, Альмира Гайнулловна
Янбухтина Альмира Гайнулловна (баш. Әлмирә Ғәйнулла ҡыҙы Йәнбухтина; 28 июля 1938, Уфа — 20 ноября 2018, там же) — советский и российский искусствовед, доктор искусствоведения, заслуженный деятель искусств РБ, профессор кафедры дизайна Института национальной культуры Уфимской государственной академии экономики и сервиса (УГАЭС).

## Биография
Янбухтина Альмира Гайнулловна родилась 28.07.1938 года в г. Уфе. Раннее детство Альмиры Гайнулловны пришлось на годы войны. Она жила в деревне Каран Буздякского района (100 км от Уфы) в доме у бабушки по материнской линии. В 1937 году, за год до её рождения, был репрессирован как враг народа и расстрелян её дедушка по отцовской линии, Давлетша Янбухтин. Её отец, Гайнулла, больной туберкулёзом, не смог пережить эту трагедию. Мама, по специальности лесотехник, работала в питомнике Непейцевской лесной опытной станции.
Выбор будущей профессии девушки определился благодаря Людмиле Васильевне Казанской, родственнице Альмиры. Людмила Васильевна была первым профессиональным искусствоведом в Уфе, получившим образование в Ленинградском университете по специальности теория и история искусств и многие годы работала хранителем в Художественном музее им. М. В. Нестерова. Альмира часто ездила к ней в музей.
В 1960 году Альмира Гайнулловна поступила в Академию художеств, в художественный институт им. И. Е. Репина, на очное искусствоведческое отделение. В этом же году умерла её мать. Девушка осталась без родителей, жила в общежитии в Ленинграде на свою стипендию. Учась в академии она приняла участие в бунте студентов против присвоения Президенту Академии Художеств СССР В. А. Серову учёной степени доктора искусствоведения. Результатом могло быть исключение из института, но закончилось только годовой задержкой в выдаче диплома.
Институт живописи, скульптуры и архитектуры им. И. Е. Репина в Санкт-Петербурге она окончила в 1966 году, позже окончила аспирантуру НИИ Художественной промышленности в Москве (Научный руководитель профессор Э. В. Померанцева).
После окончания института А. Янбухтина семь лет работала преподавателем на кафедре архитектуры строительного факультета Уфимского нефтяного института и столько же в художественном объединении «Агидель» в должности искусствоведа — научного консультанта. Тема кандидатской диссертации — «Ткань и интерьер. К вопросу художественного ансамбля башкирского народного жилища». В ней она разработала свою методологию изучения художественного содержания и смысла традиционного предметно-средового окружения человека. В 1976 году она защитила диссертацию на соискание учёной степени кандидата искусствоведческих наук
Одновременно с преподавательской деятельностью в УГАЭС А. Янбухтина более четырёх лет (с 1998 года) работала над докторской диссертацией, в которой смогла проанализировать проблемы развития башкирского декоративного искусства комплексно и в динамике на протяжении всего XX века: от архаических форм с его архетипами до современных. Тема диссертации: «Декоративное искусство Башкортостана в XX столетии: народное творчество, художественные промыслы, профессиональное искусство».
Второй большой темой в исследовательской деятельности А. Янбухтиной, было изучение творчества основателя Уфимской школы пейзажной живописи А. Э. Тюлькина, с которым она была знакома, круга его художников и учеников. В 1969 году опубликована её первая статья на данную тему в журнале «Творчество», в 1970 — в журнале «Урал». В 1975 году в Ленинграде вышла монография, посвящённая творчеству А. Тюлькина, в 1977 году в журнале «Искусство» — статья «Художник и педагог». Тема «А. Э. Тюлькин — художник-педагог и его ученики» продолжает раскрываться все новыми гранями.
Результатом многолетней работы А. Янбухтиной над изучением творчества А. Э. Тюлькина, периодизацией, анализом ключевых произведений художника, является введение имени уфимского мастера живописи в ценностную систему развития истории отечественного искусства, становится доказательством того, что не только в столицах, но и в провинции, идёт активная художественная жизнь, появляются яркие имена.
В 1989 году по поручению коммерческого банка «Восток», на его средства она начала формирование коллекции современного и традиционного искусства Башкортостана. С небольшим штатом сотрудников (А. Гарбуз, Л. Матвеева, Ю. Рахимкулова, Р. Файрузова) сравнительно за короткий срок удалось собрать и документально обработать более 500 произведений башкирских художников. Был создан архив, связанный с творчеством авторов, чьи работы вошли в музейное собрание.
Янбухтина Альмира Гайнулловна — доктор искусствоведения (2004), профессор (2004), заслуженный деятель искусств РБ (2006).
Работала в Институте национальной культуры Уфимской государственной академии экономики и сервиса (УГАЭС). Профессор кафедры дизайна с 1994 по настоящее время.
Автор многочисленных книг, монографий, альбомов и статей по истории искусства Башкортостана, художникам Башкортостана. Участвовала в этнографических экспедициях по разным уголкам Башкирии с целью изучения быта и культуры башкирского народа.
Скончалась А. Г. Янбухтина 20 ноября 2018 года в Уфе.
Преподавание:
- История башкирского изобразительного искусства;
- Древнее искусство Южного Урала. Декоративное искусство Башкортостана;
- Всеобщая история искусств.

## Семья
Муж Янбухтиной — известный уфимский художник, признанный мастер пейзажного жанра, Михаил Дмитриевич Кузнецов. Сын Антон, 1978 г. р.

## Основные кураторские проекты, выставки
- Выставка. Творчество группы художников «Чингисхан»[6]. 2002;
- Весна 2007. Художественный текстиль. Каталог. Уфа. 2007. Экспозиция была организована к презентации книги А. Янбухтиной "Декоративное искусство Башкортостана. XX в. Уфа. 2007;
- Выставка «Мир искусствоведа — вся моя жизнь», организованная в связи с юбилеем автора с представлением произведений традиционного народного искусства, приобретённых им в экспедициях по Башкирии, Южному Уралу в 1960—1980 гг., а также фото, архивные материалы, публикации в специальных и периодических изданиях, монографические работы. Уфа. 2008;
- Студенческий проект (кафедра дизайна УГАЭС, 4 курс), выполненный под научным руководством А. Янбухтиной — историческая реконструкция с элементами театрального действа, с выставкой работ, выполненных студентами на тему «Культура Древнего кочевого мира, Скифы». Уфа. 2010.

## Членство в творческих и общественных организациях
- Союз художников России;
- Творческий союз художников России;
- Международная ассоциация историков и критиков искусства — AICA;
- Экспертный художественный совет по монументальному искусству Урала и Западной Сибири, г. Екатеринбург.